# Return of the Dozen Vol.1
Return of the Dozen Vol.1 (in italiano "Il ritorno della dozzina") è l'ultimo album prodotto dai D12 o 'Dirty Dozen', pubblicato nel maggio 2008 negli USA.
Il disco si avvale dell'ultima collaborazione di Proof, membro del gruppo poi deceduto in un conflitto a fuoco in un locale a Detroit. Non è invece presente Eminem.

## Contenuto dell'Album
L'album contiene 21 brani tutti firmati D12 ma con vari 'featuring', tra cui nomi importanti dell'Hip-Hop americano come; 
- Dolo
- King Gordy
- P.L.
- Royce Da 5'9

## Tracce
1. Intro [01:52]
2. We Back [04:11]
3. Throw Em Up High [05:01]
4. The Drill [02:25]
5. Cheatin in the Bedroom [04:52]
6. Biggest G is Chris Reed [02:59]
7. If You Want it [04:03]
8. I Am Gone [04:47]
9. You Never Know [03:49]
10. Win or Lose [03:57]
11. Im From the D [04:14]
12. Suicide [03:52]
13. Plead for Your Life [03:29]
14. Get this Paper [03:40]
15. Youre Not Gangsta Like Ross Whiteman [04:16]
16. Thats the Way that Goes [04:21]
17. This Situation [02:40]
18. 13 Mcs D12 [05:50]
19. Mrs. Pitts [04:21]
20. Outro [01:27]
21. Dont Hate Brittany Reed (Bonus Track) [03:46]